# Rohloff

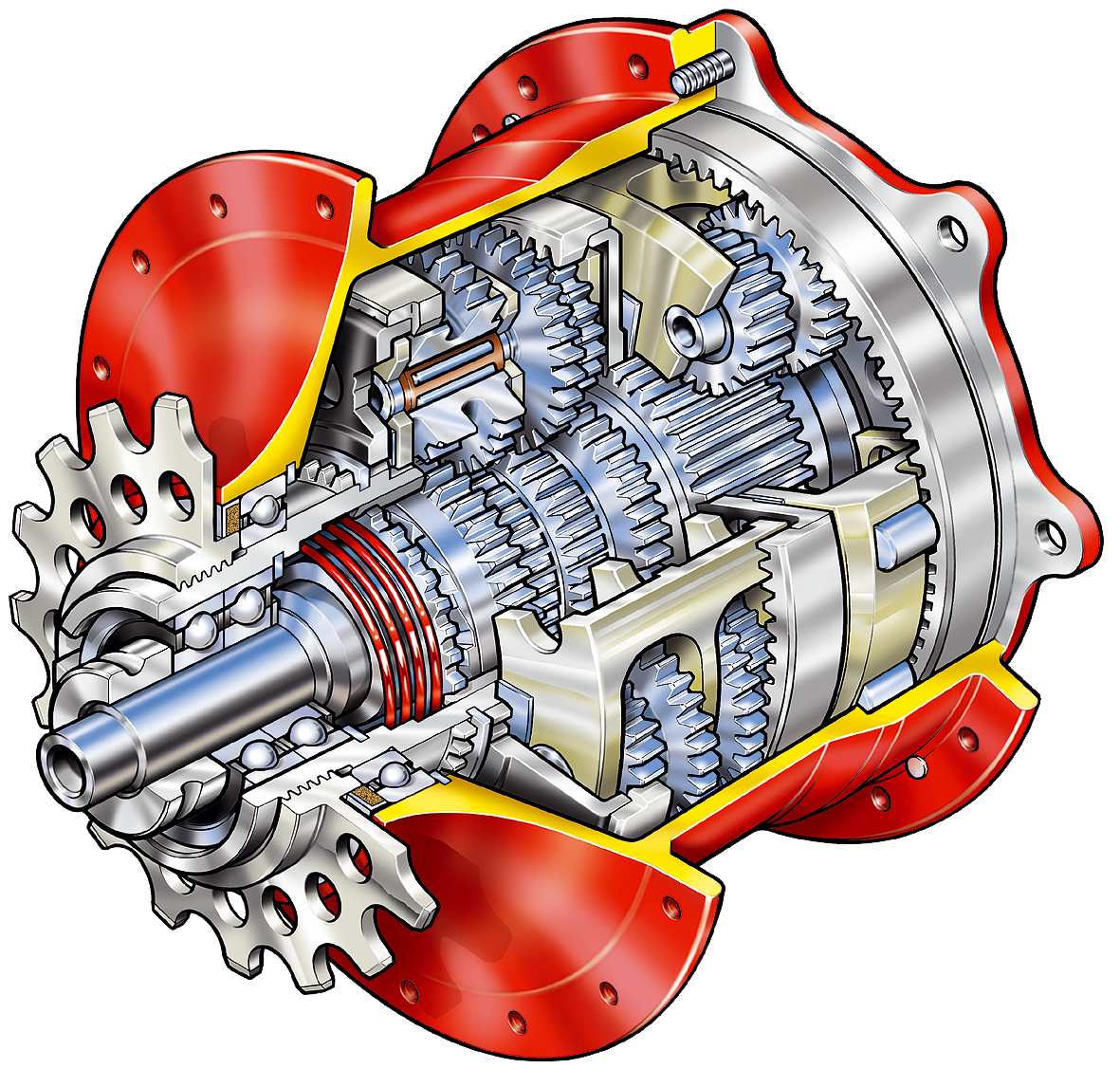
przekrój piasty Rohloff SpeedHub

Rohloff – niemiecki producent łańcuchów rowerowych SLT 99, piast wielobiegowych SpeedHub oraz asortymentu do serwisowania napędów w rowerze: oleju Rohloff, miernika zużycia łańcucha Caliber 2, miernika zużycia kasety, przyrządu do nitowania i rozkuwania łańcucha Revolver.

## Historia
Spółka Rohloff AG została założona w 1986. Zaczęła produkcję od zaawansowanego technicznie i jednocześnie dość drogiego łańcucha rowerowego SLT 99. W 1997 Bernhard Rohloff pokazał prototyp ważącej jedynie 1700 gramów 14-biegowej piasty, której sprzedaż rozpoczęła się rok później pod nazwą Rohloff Speedhub 500/14.